# Lumley Lyster
Arthur Lumley St George Lyster (27 avril 1888 – 4 août 1957) est un officier de marine britannique, vice-amiral de la Royal Navy pendant la Seconde Guerre mondiale.

## Carrière
Après sa promotion à la Berkhamsted School en 1902, Lyster rejoint le HMS Britannia pour suivre une formation dans la marine. En juillet 1909, il est affecté sur le HMS Drake puis sur le Grafton. À partir de 1912, il se spécialise dans l'artillerie navale, enseignant l'école d'artillerie de Portsmouth HMS Excellent. Lyster participe activement à la Première Guerre mondiale, son navire est déployé dans la péninsule de Gallipoli pendant la bataille des Dardanelles en 1915. 
Lyster est nommé Membre du comité de l'ordre de la marine (Naval Member of the Ordnance Committee) en 1929 et reçoit le commandement de son premier navire, le croiseur HMS Danae en 1932. Il commande ensuite la 5e flottille de destroyers en 1933 et la Royal Navy Gunnery School à Chatham en 1935, où il devient directeur de la formation. L'année suivante, il supervise les tâches d'état-major à l'Amirauté. Il reçoit le commandement du porte-avions HMS Glorious en 1938 et est nommé aide de camp du roi George VI en 1939.
Au cours de la Seconde Guerre mondiale, Lyster est contre-amiral responsable du chantier naval de Scapa Flow, puis à partir de 1940, affecté au service actif en tant que contre-amiral responsable des porte-avions de la flotte méditerranéenne. Il est notamment connu pour avoir établi le plan d'attaque de la bataille de Tarente en novembre 1940, sur l'ordre de l'amiral Dudley Pound. En 1941, il est nommé cinquième commandant de la marine, chef des services aériens de la marine (Fifth Sea Lord and Chief of Naval Air Services) et commandant des porte-avions de la Home Fleet, avec comme porte-drapeau le HMS Illustrious. En 1942, il supervise les opérations aériennes pendant l’opération Pedestal, pour laquelle il est décoré de l'Ordre de l'Empire britannique. Sa dernière nomination est officier général de la formation des porteurs (Carrier Training), en 1943, avant de prendre sa retraite en 1945.